# Dorthe Dahl-Jensen
Dorthe Dahl-Jensen, née le 8 septembre 1958 à Copenhague (Danemark), est une professeure danoise de paléoclimatologie et chercheure à l'Institut Niels-Bohr de l'université de Copenhague au Danemark. 
Elle étudie et l'histoire et l'évolution de la calotte glaciaire du Groenland. afin de faire des prédictions sur les changements climatiques actuels et futurs,.

## Éducation
Dorthe Dahl-Jensen est titulaire d'un master en géophysique (1984) et un doctorat. en géophysique (1988) de l'université de Copenhague.

## Projet NEEM
Le groupe de recherche de Dorthe Dahl-Jensen dirige le projet de forage en profondeur NEEM sur la calotte glaciaire du Groenland dans le but de forer la glace des dernières périodes de climat chaud.
En 2007, l'équipe de chercheurs sur les carottes de glace a mis en place le camp NEEM avec pour mission de forer à travers la calotte glaciaire du nord-ouest du Groenland pour récupérer la glace l'avant-dernière période interglaciaire du Quaternaire, l'Éémien, qui a pris fin il y a environ 115 000 ans. Les échantillons de l'Éémien contribuent à la compréhension de la dynamique du climat dans des conditions similaires à celles d'un futur réchauffement climatique. En 2012, le forage de la carotte de glace profonde a pris fin. 
En 2015, l'équipement du camp a été transporté sur la glace pour un autre projet de forage profond, le projet East Greenland Ice-core (EastGRIP).
Les résultats de ces recherches ont révélé que [contrairement aux hypothèses de la plupart des chercheurs] la calotte glaciaire du Groenland a perdu au plus un quart de son volume, et n'a pas contribué à plus de 2 mètres à l'élévation du niveau de la mer « ce qui suggère que le Groenland n'est pas aussi sensible au réchauffement climatique que nous le pensions » a déclaré Dorthe Dahl-Jensen, « mais la mauvaise nouvelle est que si la calotte glaciaire du Groenland n’a pas disparu pendant l'Éémien, l’Antarctique a dû être responsable d’une partie importante de l’élévation du niveau de la mer » ajouta-t-elle.

## Prix et récompenses
- Prix Descartes de l' UE (dans le cadre du projet européen de carottage de glace en Antarctique (EPICA)) (2008)
- Médaille Vega de la Société suédoise d'anthropologie et de géographie (2008)
- Médaille Louis Agassiz de l' Union européenne des géosciences (2014) - décernée «pour ses contributions scientifiques exceptionnelles en glaciologie polaire et son leadership dans des projets internationaux qui ont étendu les enregistrements climatiques des carottes de glace du Groenland au dernier interglaciaire»[6].
- Prix Mohn 2020 [2],[7]
- Membre de l' Académie royale des sciences et des lettres du Danemark[1].
- 2022 : Médaille Hans Egede